# Haplogrupo S (ADN-Y)
En genética humana, el haplogrupo S es un haplogrupo del ADN del cromosoma Y, característico de Oceanía, por lo que es común tanto en los nativos de Australia como en los de Melanesia y demás islas del Pacífico. Deriva del haplogrupo MS, y como tal está definido por el marcador P405 y B254. Hasta hace poco S se definió por el marcador M230, pero este queda ahora como un subclado. 
S (P405) también es llamado K-P405 o K2b1a, y se habría originado probablemente en Insulindia hace unos 44 mil años.

## Subclados

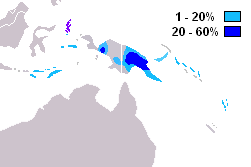
Zona de distribución del haplogrupo S-M230 del ADN-Y.

Las frecuencias más importantes son las siguientes:

### Rama S-M230
S1 (M230) es el clado de S más frecuente en Melanesia y el más estudiado. Tiene un origen probable en Nueva Guinea hace 28.000 a 41.000 años.
Según Kayser et al.2003, S (M230) es característico de la región Melanesia y es predominante en la zona montañosa de Papúa Nueva Guinea, con frecuencias del 52%; en las costas de este país encuentra 16%, en las islas Molucas 21%, en los tolái de Nueva Bretaña 12,5% y en islas menores de la Sonda 10%.
Es importante en parte de las islas menores de la Sonda (Indonesia oriental), presentando en Lembata 34%, Sumba 16%, Pantar 15%, Timor 8%, Flores 8% y Alor 7%.
Frecuencias menores se encuentran en Malaita (Islas Salomón) con 8%
y poco en Nueva Guinea Occidental, salvo en la zona de lagos Paniai donde se encontró 74%. En Vanuatu se encontró 9%, en Célebes 5%, en Nueva Bretaña 4% y en Filipinas 4%.

### S-P60
Previamente se reportó como K* y con una frecuencia de 42% en aborígenes australianos. Según otros datos, en Australia se encontró 30% en Tierra de Arnhem y 17% en Gran Desierto Arenoso.

### Distribución por subclados
Según la filogenia más reciente (2014), los subclados del haplogrupo S son los siguientes:
Haplogrupo S o K2b1a (P405/F3744, B254):
- S* o K-P405* o K2b1a*: En Micronesia un 6%. En Selangor (Malasia).[12]
- S1 (B255)
  - S1*: Encontrado en restos en Australia.[12]
  - S1a (Z41335, Y26122)
    - S1a*: Encontrado en restos en Australia.[12]
    - S1a1 (Z42413)
      - S1a1*: Encontrado en restos en Australia.[12]
      - S1a1a (Z41513): En Australia.
        - S1a1a1  o K2b1a1 (P60, P308, P304): Antes K1, K2 o K4. Es el haplogrupo más importante entre los aborígenes australianos después de C1.[13]

      - S1a1b (M230, P202, P204): Es típico de la región de Melanesia, en especial en Papúa Nueva Guinea, en donde coincide con la zona de mayor diversidad en las lenguas papúes. Previamente fue denominado K5, renombrado S por Karafet et al (2008)[14] y S1 por van Oven et al (2014).
        - S1a1b1 (M254) Común en Melanesia y Este de Indonesia, encontrándose 10.5% en las Islas menores de la Sonda.[8]
          - S-M226: Poco en las islas del Almirantazgo y costas de Papúa Nueva Guinea.

    - S1a2 (Z41767) 
      - S1a2a o K2b1a2 (P79, P307, P299): Antes K2, K3 o K6. Propio de Melanesia, con 14%[15] Polinesia[16] y Micronesia. En Papúa Nueva Guinea incluye a Nueva Bretaña con un 23%[4] y en disperso en las demás islas de PNG como las islas del Almirantazgo.

    - S1a3 (FGC36892) Aborígenes de Australia

  - S1b (B275): En Filipinas
  - S1c
  - S1d (SK1806): En Papua New Guinea, Indonesia y Vanuatu.
  - K-P315 o K2b1a3: Típico de Melanesia.[13]
- S2 (P378) En Filipinas (pueblo aeta)[17] con una frecuencia del 60%.[6]
- S3 (P336) Poco en Indonesia, particularmente en Alor 26% y Borneo 5.8%.[6]
- S4  (BY22870) En Filipinas.

| Haplogrupos del cromosoma Y humano |                  |   |   |    |    |    |    |    |   |   |     |     |     |     |    |    |    |    |     |     |     |    |    |   |
|                                    | Adán cromosómico |   |   |    |    |    |    |    |   |   |     |     |     |     |    |    |    |    |     |     |     |    |    |   |
|                                    | A                |   |   |    |    |    |    |    |   |   |     |     |     |     |    |    |    |    |     |     |     |    |    |   |
|                                    |                  |   |   | BT |    |    |    |    |   |   |     |     |     |     |    |    |    |    |     |     |     |    |    |   |
|                                    |                  | B | B | B  | CT | CT |    |    |   |   |     |     |     |     |    |    |    |    |     |     |     |    |    |   |
|                                    |                  |   |   | DE | DE | CF | CF | CF |   |   |     |     |     |     |    |    |    |    |     |     |     |    |    |   |
|                                    |                  |   | D | E  |    | C  | C  | F  | F | F |     |     |     |     |    |    |    |    |     |     |     |    |    |   |
|                                    |                  |   |   |    | C1 | C2 |    | G  | H | H | IJK | IJK | IJK | IJK |    |    |    |    |     |     |     |    |    |   |
|                                    |                  |   |   |    |    |    |    |    |   |   | IJ  | K   | K   | K   | K  | K  | K  |    |     |     |     |    |    |   |
|                                    |                  |   |   |    |    |    |    |    |   | I | J   |     |     | LT  | K2 | K2 | K2 | K2 | K2  | K2  |     |    |    |   |
|                                    |                  |   |   |    |    |    |    |    |   |   |     |     | L   | T   |    | MS | MS | MS | MS  | P   | P   | P  | NO |   |
|                                    |                  |   |   |    |    |    |    |    |   |   |     |     |     |     |    | M  | S  |    | Q   | R   | R   |    | N  | O |
|                                    |                  |   |   |    |    |    |    |    |   |   |     |     |     |     |    |    |    |    |     | R1  | R1  | R2 |    |   |
|                                    |                  |   |   |    |    |    |    |    |   |   |     |     |     |     |    |    |    |    | R1a | R1a | R1b |    |    |   |
|                                    |                  |   |   |    |    |    |    |    |   |   |     |     |     |     |    |    |    |    |     |     |     |    |    |   |